# 营 (拜占庭)
营（英语：Droungos，有时也称δρόγγος；drongos）是罗马帝国晚期至东罗马帝国时代对营级军事单位的称谓，后演变为指代守卫山区关隘的指挥区。营的指挥官是营队长（Droungarios或drungarius；δρουγγάριος），英语化为“Drungary”。

## 历史和功能
营“drungus”一词最早出现在4世纪晚期的拉丁语。它来源于高卢语“dhrungho”（见古爱尔兰语“drong”，古布立吞语“drogn”或“drog”），意为“部族”、“组”、“聚落”或“人群”。部分历史学家引用17世纪的一种猜想，认为“drungus”来源于日耳曼语族的“thrunga”，但不被绝大多数语言学家接受。拉丁语中“drungus”的早期用法是简单且非专业性的指代一般的“队伍”或“部队”，在拉丁语中大致相当于的“globus”。
该词在5世纪初首次出现在希腊语中，与拉丁语意义相同，写作droungos（δροῦγγος）或drongos（δρόγγος）。在六世纪末，莫里斯皇帝将droungos指代特殊的战术部署，通常是骑兵战术，其特点是非线性密集阵型，适合迂回、伏击和非常规作战。他也率先使用droungos的同源副词droungisti （δρουγγιστί）来指代“小编队”或“小队战术”。虽然莫里斯有时也会使用droungos指代一般的大集团军下的“小组”或“编队”，但此后的资料显示droungos一直是用来指代“师”（meros）而非“旅”（moira）。
从7世纪中叶到11世纪，营（droungos）或旅（moira；μοίρα）被赋予了一个全新的意义。它正式被划为军区（θέματα；单数：θέμα）下辖军团（tourma）的分区，每个营下辖数个旗（单数：bandon）。每个营（droungos）或旅（Moira）类似于现代军队编制的团或旅，其规模最初在1000人左右（因此也被称为千人队chiliarchia）。营队最大规模可能会达到3000人，而最小规模出现在利奥六世（886-912年）时代，新建立的小军区下出现了400人的营。
12世纪末开始，droungos的词义与“关隘”或“山区范围”（吉戈斯）联系在一起，指代希腊山区。在13世纪，营也开始指代守卫这些地区的军事单位，类似于早期的要冲区。

## 资料来源
- Kazhdan, Alexander Petrovich (编). . New York, New York and Oxford, United Kingdom: Oxford University Press. 1991. ISBN 978-0-19-504652-6.
- Rance, Philip. . Phoenix. 2004, 58: 96–130. doi:10.2307/4135199.
- Treadgold, Warren T. . Stanford, California: Stanford University Press. 1995  [2020-07-03]. ISBN 0-8047-3163-2. （原始内容存档于2020-06-01）.